# Jernbanens Datter
Jernbanens Datter er en dansk stum melodramafilm fra 1912 produceret af Nordisk Films Kompagni og instrueret af August Blom efter manuskript af Alfred Kjerulf. Filmen foregår i Rusland og er i sit program beskrevet som "Et virkningsfuldt Drama fra det moderne Rusland"
Filmens hovedroller spilles af Valdemar Psilander, Karen Lund og Else Frölich.
Filmen havde premiere i Finland den 15. januar 1912, hvor den blev vist under titlerne Syndens Barn og Synnin lapsia. Den fik også premiere i Australien den 12. februar 1912, inden den fik dansk premiere den 22. maj 1912 i Panoptikon Teatret. Filmen blev i tysktalende lande distribueret som Ein Kind der Sünde, i Sverige som Järnvägens dotter og i engelsktalende lande som The Little Railway Queen.

## Handling
En letsindig greve skaffer sig af med sit nyfødte og uønskede barn i en førsteklasses kupé på et tog mod Moskva. Togpersonalet tager den lille Eva til sig, men vælger at sende hende på børnehjem for at give hende en skoleuddannelse. Som 18-årig skal Eva finde en værge, inden hun sættes på gaden. Skæbnens ironi vil, at Evas far, greven Iwan, er særdeles interesseret i hendes ungdommelige skønhed. Forhåbentlig opdager de to deres familiære ligheder, inden det er for sent.

## Medvirkende
- Valdemar Psilander - Iwan Groblewsky, greve
- Karen Lund - Alexandra, ekspeditrice
- Else Frölich - Eva, Iwan og Alexandras datter
- Richard Christensen
- Axel Strøm
- Elna From
- Franz Skondrup
- Carl Lauritzen
- Rigmor Jerichau
- Johanne Krum-Hunderup
- Frederik Buch
- Erik Crone
- Julie Henriksen
- Ella la Cour
- H.C. Nielsen
- Aage Lorentzen